# Муравйов-Віленський Михайло Миколайович

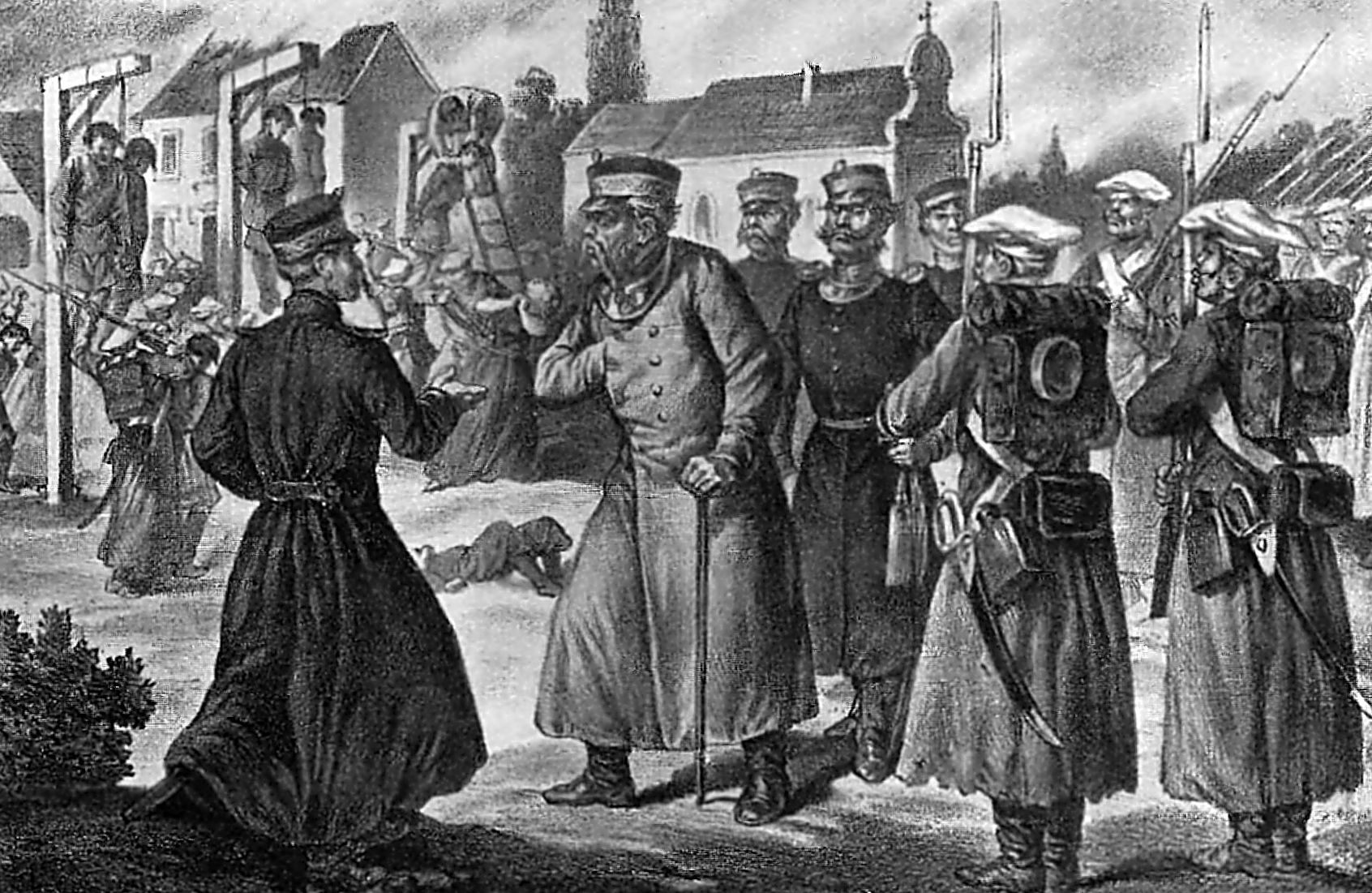
Михайло Муравйов (1863)

Михайло Муравйов (Муравйов-Віленський, у ліберальних та народницьких колах називався «Муравйов-вішальник» або «Муравйов-людоїд»; 12 жовтня 1796 — 10 вересня 1866) — російський військовик, державний діяч, граф, генерал-губернатор Північно-Західного краю під час придушення Січневого повстання на чолі з Кастусем Калиновським.

## Дитинство та юність
Народився в Москві у сім'ї військово-морського офіцера. Навчався в Московському університеті, заснував Московське товариство математиків, потім разом з батьком — школу колоністів (штабних офіцерів) — прототип майбутньої Академії Генерального штабу (Російська імперія).
Брав участь у Війні 1812 року, за участь у битві під Бородіно отримав орден Володимира IV ступеня з бантами.
У 1813 році брав участь у «Битві Націй» під Дрезденом. Повернувшись додому, він зацікавився таємними товариствами та вступив до «Спілки благодіяння» (1816 р.), де під час голоду в Смоленській губернії брав участь в організації великої допомоги голодуючим у Рославському повіті.
Після посилення декабристського руху, коли до Статуту «Спілки» було включено пункт про вбивство царя, Муравйов, що не погодився з цим рішенням, покинув організацію. Його заарештували за участь у «Спілці», але виправдали.

## Посада губернатора
У 1826 Муравйов був призначений віце-губернатором Вітебської губернії, пізніше — у 1828 губернатором Могильовської, потім Гродненської губернії. Брав участь у придушенні Листопадового повстання (1830—1831).
У 1835 призначений губернатором Курської губернії, у 1850 — членом Державної ради, у 1850—1857 — віце-президентом Російського географічного товариства, у 1857—1861 — міністром державної власності. Брав участь у розробці проєкту звільнення селян.

## Придушення повстання 1863—1864 років

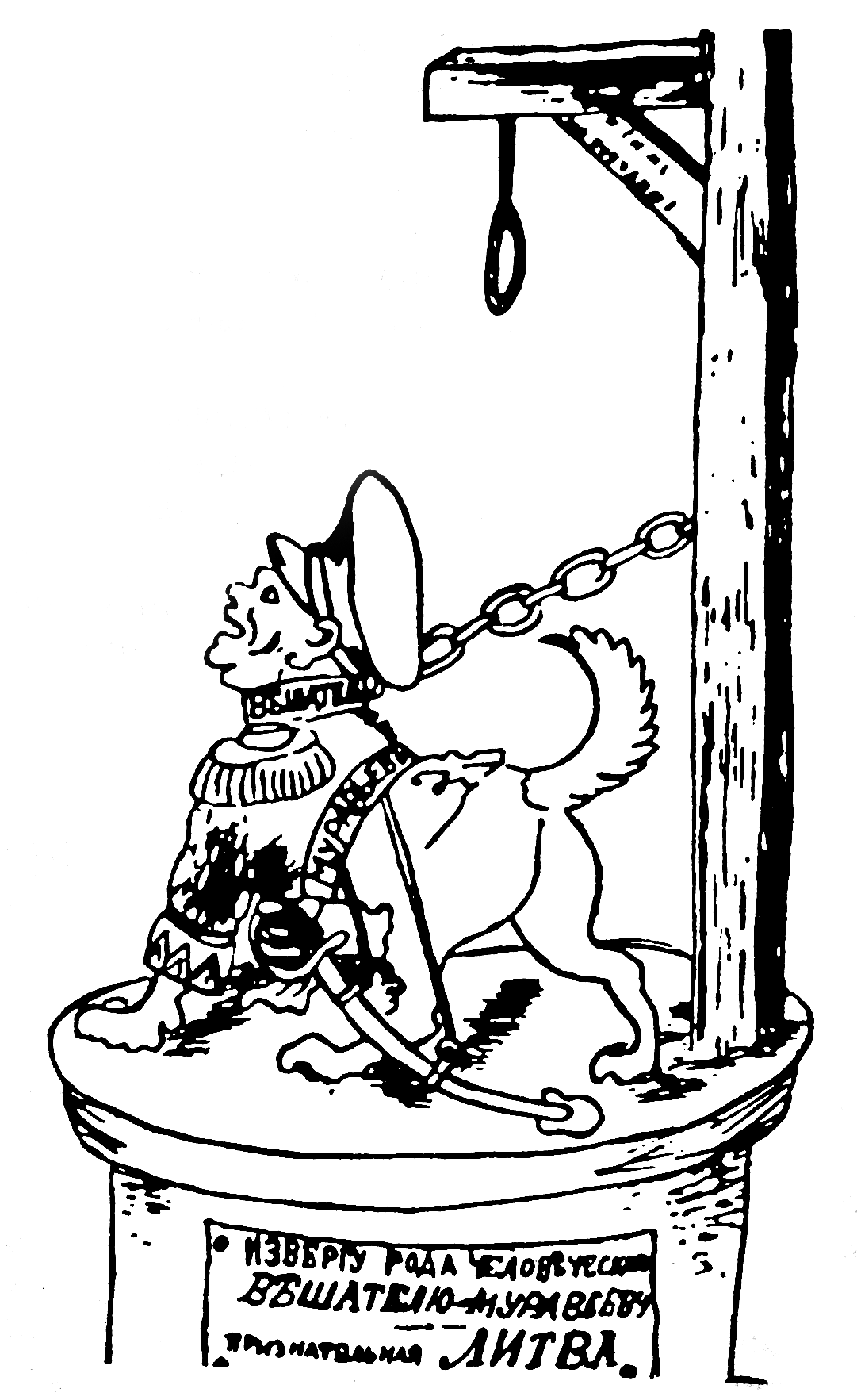
Карикатура 1898 на відкриття пам'ятника генерал-губернатору Муравйову у Вільнюсі.

Під час Січневого повстання (1863—1864) Муравйов був призначений генерал-губернатором Північно-Західного краю з надзвичайними повноваженнями.
На цій посаді жорстоко бився проти повстанців. Росіяни широко практикували конфіскацію майна, накладення великого «військового податку» на польську та білоруську шляхту. Повстання незабаром було придушене.
Додатково, окрім тисяч загиблих у боях, за рішеннями трибуналів було страчено 128 повстанців (включно з національним героєм Білорусі Кастусем Калиновським), від 2500 до 9423 людей за різними оцінками було заслано до Сибіру. За свою жорстокість Муравйов увійшов до історії під прізвиськом вішальник.
Крім того, широко відомий його девіз щодо русифікації Білорусі: «Що російський штик не зробив, російська школа закінчить».

## Пізніша кар'єра
З 1863 — генерал піхоти.
1 травня 1865 року звільнений з посади губернатора Північно-Західного регіону з титулом графа та титулом «Віленський».
У квітні 1866 року був головою слідчої комісії у справі Каракозова.
Помер 29 серпня 1866 року в Санкт-Петербурзі. Похований в Олександро-Невській Лаврі.

## Пам'ятник у Вільнюсі
1898 року у Вільнюсі Муравйову було встановлено пам'ятник.
Після проголошення незалежності Польщі та включення Вільнюса до її складу на початку 1920-х роках польська влада знесла пам'ятник Муравйову у Вільнюсі і побудувала на його місці громадські туалети. Принаймні один із них вцілів аж до 1990-х.

## Цікаві факти
16 квітня 1866 року на обіді в Англійському клубі Микола Некрасов прочитав оду, присвячену Муравйову. Пізніше поета гостро критикували колеги: поети, публіцисти. Ситуацію навколо Некрасова після прочитання оди описав Корній Чуковський у праці «Поет і кат» [Архівовано 22 вересня 2013 у Wayback Machine.]: 
 Стверджується, що лицемірство Некрасова не вплинуло на щось так чітко, як у цій жахливій оді. Насправді, як революційний поет міг прославити кривавого гнобителя Польщі та спонукати його до нових звірств? Чому людина, одне ім’я якої надихнуло борців за свободу, яка, здається, робила лише те, що повторяла молодим людям: «Іди у вогонь..», «Іди і загинь...», «Ви помрете не дарма: справа триває, коли під нею тече кров», «просто кинься у полум’я і помри», — чому він віддав їх Муравйову після того, як молоді люди справді кинулись у полум’я? Він зрадив її, бо (як тоді повідомляли газети) сам попросив Муравйова посилити терор, закликав його до нових страт. Він сказав молоді «йди і загинь», а Муравйову «іди і згуби». 